# Nature Reviews Nephrology
Nature Reviews Nephrology, abgekürzt Nat. Rev. Nephrol., ist eine Fachzeitschrift, die von der Nature Publishing Group herausgegeben wird. Die Erstausgabe erschien im November 2005. Bis zum März 2009 hieß die Zeitschrift Nature Clinical Practice Nephrology. Derzeit werden zwölf Ausgaben im Jahr publiziert. Die Zeitschrift veröffentlicht Übersichtsartikel aus allen Bereichen der Nephrologie.
Der Impact Factor des Journals lag im Jahr 2014 bei 8,542. Nach der Statistik des ISI Web of Knowledge wird das Journal mit diesem Impact Factor in der Kategorie Urologie und Nephrologie an fünfter Stelle von 76 Zeitschriften geführt.
Chefherausgeberin ist Susan Allison, die beim Verlag angestellt ist.